# Черногръд хомяк
Черногръдият хо̀мяк (Mesocricetus newtoni), познат още като черногръд златист хомяк, добруджански хомяк и нютонов хомяк е вид бозайник, гризач от семейство Хомякови (Cricetidae). Разпространен е в България и Румъния. Рядък вид, включен в Червената книга на България.

## Физически характеристики
Черногръдият хомяк е относително дребен по размер. Дължината на тялото му е прибл. 16 см, а на опашката – 1 см. Окраската на гърба е жълтопепелява, а на корема мръснобяла. Гърдите са черни с три бяло-жълти петна отстрани.

## Разпространение
Черногръдият хомяк се среща само по десния бряг на река Дунав на територията на България в Южна Добруджа (Силистренско и Добричко) и около градовете Оряхово, Плевен, Пордим, Никопол, Свищов, Русе, Шумен, Каспичан и Нови Пазар и на територията на Румъния в Северна Добруджа.

## Местообитание
Обитава сухи степни райони с необработваеми площи, целини и обработваеми площи – люцернови и житни посеви, лозя и др.. Живее в подземни дупки с 1 или 2 отвора към повърхността. Гнездовата камера е на дълбочина до 80 см. В близост до нея са разположени складови камери с обикновено ок. 400–500 г. хранителни запаси. Максималната дълбочина на дупките е ок. 150 см.

## Хранене
Активен е обикновено нощем, а по-рядко през деня. Храни се със зелени части на диви и културни растения и семената им. Предпочитана храна са растителните видове фий, грах, леща, фасул, пшеница и др., чиито семена складира и за зимата. Понякога яде насекоми и мекотели.

## Размножаване и развитие
Активният период е от началото на април до края на ноември. Бременността трае прибл. 20 дни. Ражда два пъти в годината 6–16 малки. След две седмици кърмене малките проглеждат, а полова зрялост достигат след ок. 50 дни. Естествената продължителност на живота му е до 2–3 години.

## Природозащитен статус
Включен е в червената книга на България с категория на застрашеност „Рядък вид“.